# Такуја Џинно
Такуја Џинно (јап. 神野 卓哉; 1. јун 1970) јапански је фудбалер.

## Каријера
Током каријере играо је за Јокохама Маринос, Висел Кобе, Оита Тринита, Токио и Јокохама.

## Репрезентација
Са репрезентацијом Јапана наступао је на азијска купа 1992.